# Тайфунник новозеландський
Тайфу́нник новозеландський (Pterodroma magentae) — вид буревісникоподібних птахів родини буревісникових (Procellariidae). Ендемік архіпелагу Чатем.

## Опис
Новозеландський тайфунник — морський птах середнього розміру, середня довжина якого становить 38 см, а вага 400-580 г. Довжина крила становить 30,5 см, довжина дзьоба 33 мм, довжина цівки 41 мм. Голова, шия, верхня частина тіла і верхня частина грудей рівномірно коричнювато-сірі. Нижня частина грудей, живіт і гузка білі. Нижня сторона крил коричнева. Дзьоб чорний, лапи зверху чорні, знизу рожеві.

## Історія

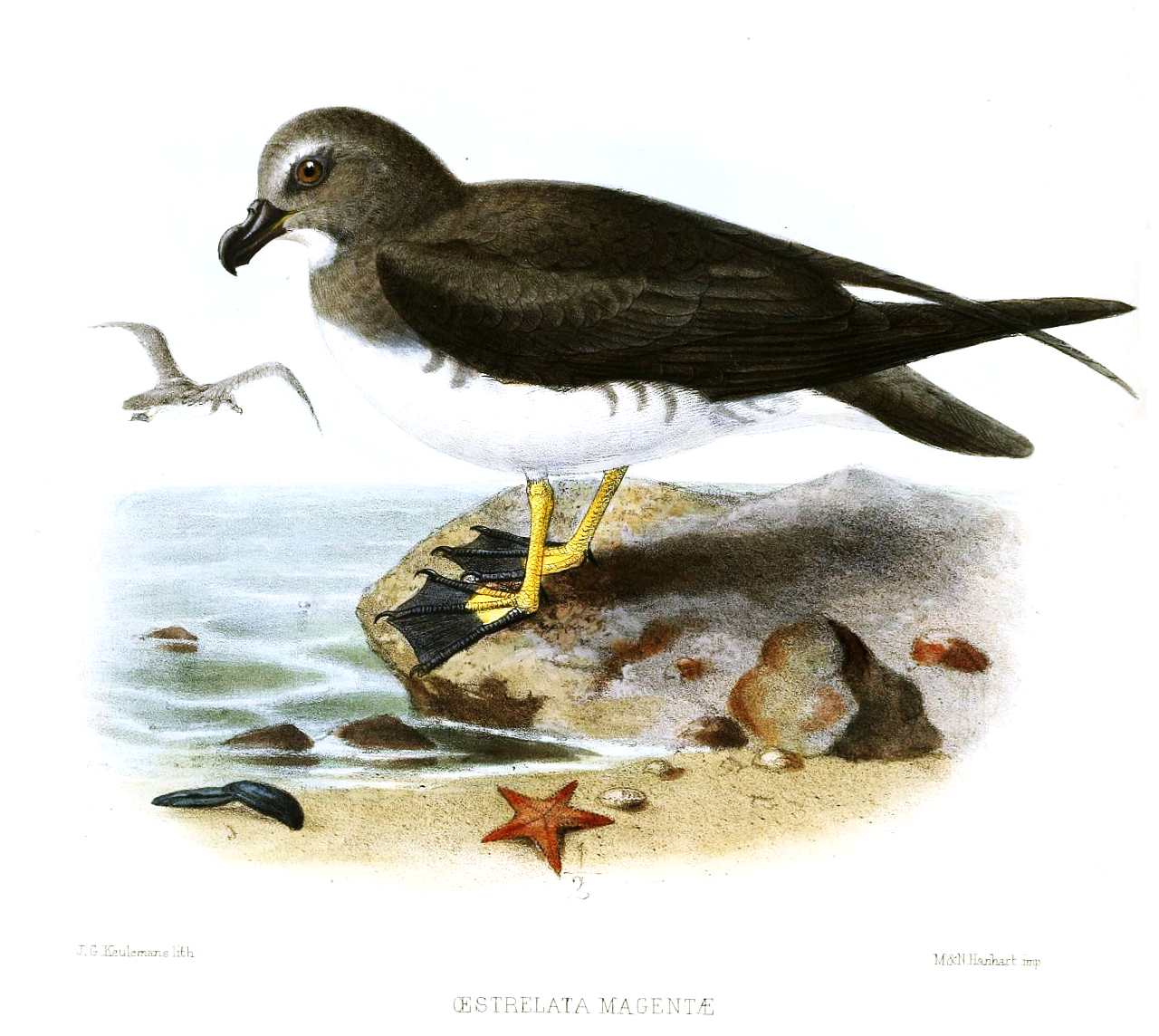
Новозеландський тайфунник

Скам'янілі знахідки і історичні записи вказують на те, що новозеландські тайфунники були найбільш численними риючими морськими птахами на острові Чатем, хоча і не було знайдено підтверджень того, що цей вид зустрічався на інших островах. Моріорі, корінні мешканці архіпелагу Чатем, полювали на цих птахів, на що вказують знахідки кісток тайфунників в смітникових насипах.
Голотип новозеландського тайфунника був спійманий Енріко Джильолі 22 липня 1876 року під час подорожі на італійському кораблі Magenta (від назви цього корабля походить і видова назва птаха). Координати місця збору голотипа були визначені як 39°38'п.ш. і 125°58'з.д. Джильолі стверджував, що спостерігав новозеландського тайфунника ще двічі в серпні 1867 року. Однак в подальшому вид не спостерігався 111 років, поки новозеландський тайфунник не був заново відкритий Девідом Крокетом 1 січня 1978 року на південному заході острова Чатем. Ще через 10 років була знайдена гніздова нора птаха.

## Поширення і екологія
Новозеландські тайфунники живляться кальмарами і рибою. Вони гніздяться в норах довжиною до 5 м, які розміщуються між корінням дерев в густому лісі. Сезон розмноження триває з вересня по травень. Самці займають нори за 1-3 роки до формування пар і початку розмноження. Самиці, що не розмножуються, рідко відвідують колонії. Дослідження показали, що самці повертаються в колонію у віці 3-10 років, самиці у віці 4-9 років, а перші спроби розмноження птахи зазвичай роблять у віці 5 років. Новозеландські тайфунники формують тривалі моногамні пари на все життя. В кладці 1 яйце, насиджують і самиці, і самці, інкубаційний період триває 53 дні. Пташенята залазять на дерева, з яких злітають в море. Тривалість життя новозеландських тайфунників становить понад 34 роки.

## Збереження
МСОП класифікує цей вид як такий, що перебуває на межі зникнення. У 2004 році популяція новозеландських тайфунників становила 120 птахів, станом на 2012 рік загальна популяція цього виду оцінювалася у 150-200 птахів. Їм загрожує хижацтво з боку інтродукованих хижих ссавців, зокрема щурів, котів і свиней. 